# Функ, Хокан
Ян Хо́кан Функ (швед. Jan Håkan Funk; род. 30 сентября 1962, Фалун) — шведский кёрлингист.
В составе мужской сборной команды Швеции участник двух чемпионатов мира, а также зимних Олимпийских игр 1992 (где кёрлинг был представлен как демонстрационный вид спорта).
Играл на позиции первого.

## Команды
| Сезон   | Четвёртый        | Третий           | Второй         | Первый         | Запасной   | Турниры                   |
| ------- | ---------------- | ---------------- | -------------- | -------------- | ---------- | ------------------------- |
| 1987—88 | Сёрен Гран       | Хенрик Хольмберг | Пер Аксельссон | Хокан Функ     |            | ЧМ 1988 (5 место)         |
| 1990—91 | Дан-Ола Эрикссон | Сёрен Гран       | Юнас Шёландер  | Стефан Хольмен | Хокан Функ | ЧМ 1991 (6 место)         |
| 1991—92 | Дан-Ола Эрикссон | Сёрен Гран       | Юнас Шёландер  | Стефан Хольмен | Хокан Функ | ЗОИ 1992 (демо) (8 место) |

(скипы выделены полужирным шрифтом)